# Jane Tomlinson
Jane Emily Tomlinson (ur. 21 lutego 1964 w Wakefield, zm. 3 września 2007 w Leeds) – brytyjska lekkoatletka i działaczka charytatywna
Przez wiele lat zaangażowana była w zbiórkę pieniędzy dla osób chorych na nowotwór, samemu zmagając się z tą chorobą. Startowała w biegach maratońskich, oraz różnego rodzaju zawodach rowerowych pokonując między innymi w 2006 r., odległość 6780 km z San Francisco do Nowego Jorku, w 2004 r., trasę z Rzymu do Leeds, a w 2003 r., objechała Wyspy Brytyjskie.
W czasie swojej działalności charytatywnej Jane Tomlinson zebrała niebagatelną sumę 1,75 mln funtów szterlingów. Zmarła w szpitalu w Leeds, przyczyną śmierci był rak piersi.